# Диккенсиана
«Диккенсиа́на» (другие названия — «Эпо́ха Ди́ккенса», «Из-под пера́ Ди́ккенса», «Ди́ккенсовщина», «Мир Ди́ккенса»; англ. «Dickensian») — британский историко-драматический телесериал 2015 года, основанный на произведениях английского писателя Чарльза Диккенса.

## Трансляции
Премьерная трансляция сериала состоялась на телеканале BBC One с 26 декабря 2015 года по 21 февраля 2016 года.
В апреле 2016 года, по окончании первого сезона, телерадиокомпания Би-би-си приняла решение закрыть телесериал.
Премьера телесериала в России состоялась 26 февраля 2018 года на телеканале «Россия-Культура». Телеканалом был закуплен и озвучен весь 1-й сезон телесериала.

## Сюжет
В телесериале переплетаются судьбы множества героев из произведений английского писателя Чарльза Диккенса, живущих в Лондоне в XIX веке.

## В ролях
| Персонаж              | Актёр               | Эпизоды     | Произведение Диккенса                |
| --------------------- | ------------------- | ----------- | ------------------------------------ |
| Джейкоб Марли         | Питер Ферт          | 1–2, 18, 20 | Рождественская песнь в прозе         |
| Артур Хевишем         | Джозеф Куинн        | 1–          | Большие надежды                      |
| Гонория Барбери       | Софи Рандл          | 1–          | Холодный дом                         |
| Амелия Хевишем        | Таппенс Миддлтон    | 1–          | Большие надежды                      |
| Френсис Барбери       | Александра Моэн     | 1–          | Холодный дом                         |
| Меривезер Компейсон   | Том Вестон-Джонс    | 1–          | Большие надежды                      |
| Боб Кретчет           | Роберт Уилфорт      | 1–          | Рождественская песнь в прозе         |
| Эбенезер Скрудж       | Нед Деннехи         | 1–          | Рождественская песнь в прозе         |
| Билл Сайкс            | Марк Стенли         | 1–          | Приключения Оливера Твиста           |
| Питер Кретчет         | Бренок О'Коннор     | 1–          | Рождественская песнь в прозе         |
| Дедушка               | Карс Джонсон        | 1–3         | Лавка древностей                     |
| Эдвард Барбери        | Эдриан Роулинс      | 1–          | Холодный дом                         |
| Нэнси                 | Бетани Нуир         | 1–          | Приключения Оливера Твиста           |
| Фейгин                | Антон Лессер        | 1–          | Приключения Оливера Твиста           |
| Капитан Джеймс Хоудон | Бен Старр           | 1–          | Холодный дом                         |
| Марта Кретчет         | Феб Дюневор         | 1–          | Рождественская песнь в прозе         |
| Джон Бенет            | Оливер Куперсмит    | 1–          | Холодный дом                         |
| Нелл                  | Имоген Фейрс        | 1–          | Лавка древностей                     |
| Эмили Кретчет         | Дженнифер Хеннеси   | 1–          | Рождественская песнь в прозе         |
| Сайлас Вегг           | Крифстофер Фейрбенк | 1–          | Наш общий друг                       |
| Джаггерз              | Джон Хеффернан      | 1–          | Большие надежды                      |
| Мистер Бамбл          | Ричард Райдингз     | 1–          | Приключения Оливера Твиста           |
| Миссис Бамбл          | Каролин Квентин     | 1–          | Приключения Оливера Твиста           |
| Малыш Тим             | Зак Конвей          | 1–          | Рождественская песнь в прозе         |
| Миссис Гемп           | Полин Коллинз       | 1–          | Мартин Чезлвит                       |
| Дейзи                 | Лорел Джордан       | 1–          | Барнаби Радж                         |
| Фенни Биггетивич      | Элли Хеддингтон     | 2–          |                                      |
| Инспектор Баккет      | Стивен Ри           | 2–          | Холодный дом                         |
| Мистер Винус          | Омид Джалили        | 2–          | Наш общий друг                       |
| Мэри                  | Эми Данн            | 2–          | Посмертные записки Пиквикского клуба |
| Сержант Джордж        | Уквели Рох          | 3–          | Холодный дом                         |
| Сэр Лестер Дедлок     | Ричард Кордери      | 4–          | Холодный дом                         |
| Метью Покет           | Сем Хор             | 6–          | Большие надежды                      |
| Констебль Дафф        | Джек Шалу           | 6–          | Приключения Оливера Твиста           |
| Ловкий Плут           | Уилсон Радю-Пуялтe  | 7–          | Приключения Оливера Твиста           |
| Томас Грендгринд      | Ричард Дурден       | 10–         | Тяжёлые времена                      |
| Салли Компейсон       | Антония Бернат      | 12–         | Большие надежды                      |
| Оливер Твист          | Леонардо Диккенс    | 12–         | Приключения Оливера Твиста           |
| Реверенд Криспаркл    | Ричард Кенингем     | 14–         | Тайна Эдвина Друда                   |
| Майор Бегсток         | Майк Бернсайд       | 14–         | Домби и сын                          |
| Лоутен                | Пол Ланкастер       | 15–         | Посмертные записки Пиквикского клуба |